# ケブネカイセ
ケブネカイセ (Kebnekaise) は、スカンディナヴィア山脈北部にあるスウェーデンの最高峰。標高2103m。正確には、南頂(sydtoppen)と北頂(nordtoppen)のうちの南頂の方が最高峰である。北ラップランド（プロヴィンス、スウェーデン語ではlandskap）、キルナ市に位置する。
ケブネカイセへのアクセスルートは2通りあり、アビスコ(Abisko)からクングスレーデン(kungsleden)を南下しシンギ(Singi)からやや東寄りに向かってケブネカイセ山ホテル(Kebnekaise Fjällstation、Svenska Turistföreningen、通称STF)に至るものと、ニッカルオクタ(Nikkaluokta)からラッチョ谷(Ladtjovagge)を経てケブネカイセ山ホテルに至るものである。
なお、Kebnekaiseは、北サーメ語のGiebmegáisiから来ているが、この北サーメ語の元々の意味は「シチュー鍋型の頂上」を意味し、スウェーデン人測量技師とサーメ人とのミスコミュニケーションで、現在はTuolpagorni[:sv]またはTolpagorniと称されている山が本来のGiebmegáisiであったとされる。